# Динамічний рівень свердловини
Динамічний рівень свердловини (рос. динамический уровень скважины; англ. flowing level, dynamic head of well; нім. dynamische Spiegelteufe f) — рівень пластової рідини, який встановлюється в затрубному просторі свердловини в процесі її роботи. Характеризується глибиною і висотою Д.р.с. Використовується для розрахунку глибини опускання насосного устаткування (насос, насосно-компресорні труби, штанги, кабель), установки пускових і робочих клапанів у газліфтних свердловинах, а також обробляння результатів досліджень пластів і свердловин. Визначається за допомогою ехолота.